# Teoria corpuscolare della luce

Eccitazione atomica per assorbimento di un fotone.

In fisica il modello particellare (o corpuscolare) della luce descrive e spiega la propagazione di un fascio luminoso come lo spostamento di un gruppo di particelle di energia (chiamate generalmente quanti di energia o fotoni).
Formulata da Isaac Newton nel XVII secolo, la luce veniva vista come composta da piccole particelle di materia (corpuscoli) emesse in tutte le direzioni. Oltre che essere matematicamente molto più semplice della teoria ondulatoria, questa teoria spiegava molto facilmente alcune caratteristiche della propagazione della luce che erano ben note all'epoca di Newton.
Innanzitutto la meccanica galileiana prevede, correttamente, che le particelle libere (inclusi i corpuscoli di luce) si propaghino in linea retta ed il fatto che questi fossero previsti essere molto leggeri era coerente con una velocità della luce alta, ma non infinita. Anche il fenomeno della riflessione poteva essere spiegato in maniera semplice tramite l'urto elastico della particella di luce sulla superficie riflettente.
La spiegazione della rifrazione era leggermente più complicata, ma tutt'altro che impossibile: bastava infatti pensare che le particelle incidenti sul materiale rifrangente subissero, ad opera di questo, delle forze perpendicolari alla superficie che ne aumentassero la velocità, cambiandone la traiettoria e avvicinandola alla direzione normale alla superficie.
I colori dell'arcobaleno venivano spiegati tramite l'introduzione di un gran numero di corpuscoli di luce diversi (uno per ogni colore) ed il bianco era pensato come formato da tante di queste particelle. La separazione dei colori ad opera, ad esempio, di un prisma poneva qualche problema teorico in più perché le particelle di luce dovrebbero avere proprietà identiche nel vuoto, ma diverse all'interno della materia.